# Urubamba inconspicua
Urubamba inconspicua är en insektsart som beskrevs av Bruner, L. 1913. Urubamba inconspicua ingår i släktet Urubamba och familjen gräshoppor. Inga underarter finns listade i Catalogue of Life.